# Municipio de Aldama (Chiapas)
El municipio de Aldama es uno de los 124 municipios del estado mexicano de Chiapas. Se encuentra al centro del estado, posee una superficie de 26.57 km². Su nombre es en honor de Ignacio Aldama, insurgente mexicano en la Guerra de Independencia de México. 
Según los resultados del Censo de Población y Vivienda de 2020 realizado por el Instituto Nacional de Estadística y Geografía, la población total del municipio es de 8480 habitantes, que se dedican principalmente al sector primario.

## Historia
Se sabe poco sobre la historia del pueblo antes de la Conquista de México, sin embargo, hay registros de su fundación antes de 1880 adoptando el nombre de Santa María Magdalena. El 13 de noviembre de 1883 Chiapas se divide en 12 departamentos y esta región pasó a ser parte de San Cristóbal. En 1915 se desaparecen los departamentos y se crean 59 municipios, el pueblo quedó como delegación de San Pedro Chenalhó. El 28 de febrero de 1934 la delegación adoptó el nombre de Aldama, en honor de Ignacio Aldama.
El 4 de septiembre de 1998 se aprobó el proceso para crear nuevos municipios en el estado. El 28 de julio del mismo año se independizó de San Pedro Chenalhó y se erigió como nuevo municipio, bajo decreto número 041.

## Descripción geográfica

### Ubicación
Aldama se localiza al centro del estado de Chiapas, entre las coordenadas 92°41′17″ a 92°42′10″ longitud oeste y 16°55′3″ a 16°56′ latitud norte; a una altitud de 1,810 m s. n. m. (metros sobre el nivel del mar). El municipio representa el 0.04 % del estado de Chiapas.
El municipio colinda al norte con los municipios de Chalchihuitán; al este con el municipio de Chenalhó; al sur con el municipio de Chamula; al oeste con los municipios de Larráinzar y Santiago el Pinar.

### Orografía e hidrografía
Su superficie está conformada por relieve montañoso. Tiene alturas desde los 900 hasta los 2,200 m s. n. m. (metros sobre el nivel del mar). Sus suelos pertenecen al período terciario, se formaron por rocas sedimentarias como la lutita, limolita y caliza. La composición de los suelos es de tipos predominantes feozem (58.26 %), luvisol (41.56 %) y acrisol (0.18 %).
Sus recursos hidrológicos son proporcionados por los ríos: Jolbax, Cotzilnam, El Hacha, Tabilicum, Osilhucum, Tabac, San Pedro y Tzajalhucum; por los arroyos de caudal permanente: Polhó y San Pablo.

### Clima
Presenta 3 tipos de clima: semicálido, templado húmedo y cálido húmedo. La temperatura mínima es de 6 °C, y la máxima de 30 °C. Llueve todo el año, el régimen de lluvias que se registra en los meses de mayo a octubre es de 1400 milímetros y de noviembre a abril es de 500 mm.

## Flora y fauna
Su vegetación se compone de bosque mesófilo y abarca el 50.64 % de la superficie municipal.

## Economía

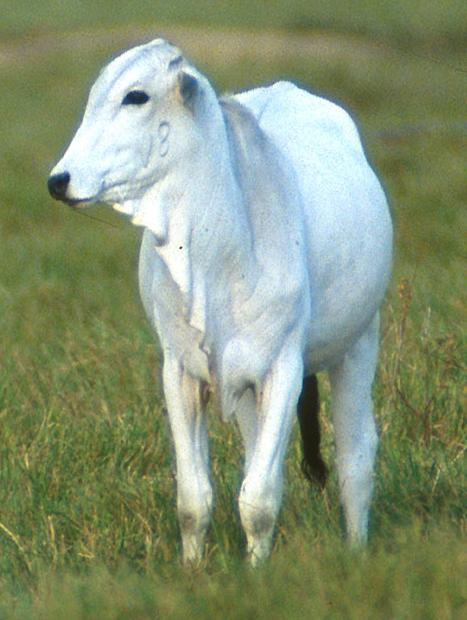
Se cría ganado bovino en el municipio.

El 91.29 % de los habitantes se dedica al sector primario, el 5.61 % al sector secundario, el 2.41 % al sector terciario y el resto no se específica. El 29.21 % se encuentra económicamente activa. Las principales actividades económicas son: agricultura, ganadería, comercio y servicios.
- Agricultura: De los cultivos locales destacan el maíz y frijol.

- Ganadería: Se cría ganado bovino y caprino.

- Turismo: Paisajes y atractivos naturales.

## Infraestructura
- Educación

El 58.17 % de la población es analfabeta, de los cuales el 28.18 % ha terminado la educación primaria. El municipio cuenta con 15 primarias y 2 secundarias.
- Salud

La atención a la salud es atendida por la Secretaría de Salud y por médicos particulares. El Sistema para el Desarrollo Integral de la Familia (DIF) se encarga del bienestar social.
- Vivienda

Según el II Conteo de Población y Vivienda, cuenta con 631 viviendas, de las cuales el 98.26 % son privadas. El 58.95 % tiene servicio de electricidad, el 39.46 % tiene servicio de agua potable y el 7.77 % cuenta con drenaje. Su construcción es generalmente a base de concreto, madera, ladrillo o tabique.

## Demografía
De acuerdo a los resultados del Censo de Población y Vivienda de 2020 realizado por el Instituto Nacional de Estadística y Geografía, la población total del municipio es de 8480 habitantes, lo que representa un crecimiento promedio de 5.4% anual en el período 2010-2020 sobre la base de los 5072 habitantes registrados en el censo anterior. Al año 2020 la densidad del municipio era de 316,3 hab/km².
| Gráfica de evolución demográfica de Municipio de Aldama entre 2000 y 2020 |
|                                                                           |
| Fuente: Instituto Nacional de Estadística Geografía e Informática         |

El 47.6% de los habitantes eran hombres y el 52.4% eran mujeres. El 78.8% de los habitantes mayores de 15 años (3721 personas) estaba alfabetizado. Prácticamente la totalidad de los habitantes (8475 personas) es indígena.
En el año 2010 estaba clasificado como un municipio de grado muy alto de vulnerabilidad social, con el 78.79% de su población en estado de pobreza extrema. Según los datos obtenidos en el censo de 2020, la situación de pobreza extrema afectaba al 59% de la población (5050 personas).
El 40.8% profesa la religión católica, el 40.9% es Protestante, el 1.8% adhiere a otras doctrinas y el 16.6% de los habitantes no profesa religión alguna.

### Localidades
En el censo de 2020 el municipio de Aldama contaba con 22 localidades.
| Código INEGI      | Localidad           | Población (2020) |
| ----------------- | ------------------- | ---------------- |
| 071130001         | Aldama              | 2 279            |
| 071130011         | San Pedro Cotzilnam | 1 084            |
| Otras localidades | Otras localidades   | 5 117            |
| Total municipal   | Total municipal     | 8 480            |

## Gobierno
Su forma de gobierno es democrática y depende del gobierno estatal y federal; se realizan elecciones cada 3 años, en donde se elige al presidente municipal y su gabinete.